# Las mujeres paraguayas en la Guerra Grande
Las mujeres paraguayas en la Guerra Grande (1864-1870) participaron activamente debido al carácter de “guerra total” de esa contienda sudamericana. Reclutados todos los hombres hábiles de portar armas, desde el inicio las mujeres asumieron en forma exclusiva el cultivo en las chacras, el pastoreo de ganado, además de encargarse del tejido y confección de ropas de algodón y mantas de lana para el ejército.
Damas asuncenas viajaron a Corumbá, acompañando al ejército paraguayo en la Campaña del Mato Grosso, en diciembre de 1864. Aunque también habrían mujeres tras el ejército de la Triple Alianza: las “vivanderas” seguían a las fuerzas brasileñas en el Mato Grosso en 1867 y en San Pedro en 1969.

## Primeras manifestaciones
El entusiasmo bélico inicial empieza a decaer luego de la derrota de Riachuelo y la rendición del primer ejército en Uruguayana, en septiembre de 1865. Según el cónsul francés L. Cochelet,

“Las mujeres que forman casi exclusivamente el resto de la población, comienzan a hablar con bastante libertad para el Paraguay, y a decir que el Presidente es el responsable de que la Mano de la Providencia haya caído tan pesadamente sobre el país”.
L. Cochelet

Cuando un contingente de reclutas -exonerados antes por impedimentos físicos- se dirigía al puerto asunceno, para embarcarse a Humaitá, una protesta generalizada surge en el Mercado Guazú:
“Cuando aparecieron en la plaza del mercado a hacer sus últimas compras antes de partir, hubo una exclamación general de lástima en todas las mujeres, quienes decían abiertamente que se enviaban esos desgraciados al matadero (…) la policía no pudo castigar, ya que todo el mundo era culpable.
Pero en agosto de 1866, cuando el Tratado secreto de la Triple Alianza fue publicado en El Semanario, la adhesión popular a la guerra se reforzó. Las mujeres ya trabajaban en los hospitales de sangre, y había “batallones de mujeres” en Humaitá, a cargo de tareas domésticas (cocina, lavado de ropa, limpieza de cuarteles) y del cuidado de los heridos y enfermos. Luego colaborarían incluso en el cavado de trincheras, y el transporte de provisiones y pertrechos bélicos, en la larga marcha del ejército hacia las Cordilleras y Cerro Corá.

### Hitos históricos de las manifestaciones
El año 1867, las paraguayas apoyan la “causa nacional” de dos formas. En primer lugar, millares de mujeres de todos los pueblos y distritos ofrecen sus joyas para la guerra. Sus nombres, el tipo y peso de las alhajas que cada una poseía, integran tres volúmenes manuscritos del Archivo Nacional, los “Libros de Registros de las manifestaciones de Joyas y Alhajas de las Ciudadanas Paraguayas para aumentar los elementos de defensa de la Patria”. Entre enero y febrero de 1867, se reúnen con ese objeto las damas asuncenas, a iniciativa de Escolástica Gill de Barrios. La lista de oferentes estaba encabezada por Juana Pabla Carrillo de López, madre del presidente. El Mariscal López aceptó la donación del 20% de las joyas manifestadas, y en el aniversario de la Jura de la Independencia Nacional, el 25 de noviembre de ese año, una comitiva entrega en Paso Pucú al Mcal. López notables piezas de orfebrería realizadas con ese metal y piedras preciosas, por los plateros Ramón Franco y Juan del Valle.
Eran una espada, cuyo “puño consistía en un San Jorge y el dragón, todo de oro macizo, adornado con 23 brillantes y gran número de piedras preciosas. La vaina era de oro con arabescos de relieve. Esto se encerraba en otra vaina (…) también de oro puro, con una estatua en el extremo y construida de manera que, cerrándola, se veía solamente la parte que contenía el puño, figurando entonces un bello adorno de mesa”.
A fines de ese año, el periódico oficial El Semanario informaba de “un movimiento entre las mujeres para obtener del Gobierno la admisión de las mismas en las filas del ejército, en calidad de combatientes”. Pedían a los jueces de paz “ser instruidas en el manejo de las armas”, y la iniciativa se dio en Lambaré, Areguá, Ibytymi, Villa Rica e Itapé. También las mujeres de los tres barrios de Asunción solicitaron al vicepresidente Sánchez el “honor de combatir con las armas en defensa de la Patria al lado de sus hermanos soldados del Ejército nacional”.
Aunque la oferta fue rechazada, un batallón de “20 muchachas pertenecientes a la aldea de Areguá, obtuvieron lanzas, unos trajes blancos con fajas tricolores y una gorra escocesa inventada por Mrs. Lynch, y salían a recorrer la Asunción cantando himnos patrióticos”.

Según testimonios contemporáneos, hubo algún entrenamiento militar de mujeres:       
“yo puedo garantizar su existencia real. Tengo ante mí una lista impresa de nombres, de sesenta personas, comenzando con el de Juana Tomasa Frutos y que termina con el de Brígida Chavez, titulada 'Lista nominal de Señoritas que se ofrecen para tomar las armas'. Doña Carolina Gill (…) fue 'capitana' de una compañía". En “todo el país fueron organizadas las compañías. Se prescribió un modelo de uniforme para las voluntarias, y oficiales del ejército; tenientes y alférez que habían estado en los hospitales y estaban convalecientes tuvieron por tarea adiestrar a las mismas en evoluciones militares. La única arma en la que fueron instruidas fue la lanza. Nunca se puso armas de fuego entre sus manos. (…) Ninguna de las compañías entonces organizadas fue enviada al ejército como soldados. Centenares y millares de ellas fueron enviadas como trabajadoras, se les exigió que realizaran todo tipo de trabajos domésticos, la limpieza del campamento, el corte y traslado de leña, e incluso que trabajaran en el cavado de las trincheras".
Pero en general, completamente desarmadas, siguiendo al ejército en todos los frentes, a menudo con sus hijos menores, desde la entrada de los Aliados al territorio nacional tomaron parte en batallas y escaramuzas. De esta manera, las "carnicerías de mujeres y niños" empezaron en la evacuación de Humaitá, y se repitieron en Itá Ybaté, Piribebuy, y Acosta Ñú.

## Represalias
A la violencia de los combates, se sumaron los encarcelamientos, torturas y muertes de mujeres acusadas de traidoras, por el gobierno paraguayo, y la muerte por extenuación de muchas Residentas -mujeres que, obedeciendo un Decreto de Estado de Sitio, siguieron al ejército en su retirada- y las Destinadas -acusadas de hacer críticas al gobierno, o parientes de opositores al Mcal. López- confinadas en lejanos campos de Panadero y Espadín.
Desde fines de 1867, Washburn, quien fue el primer cónsul americano en Asunción citaba
“numerosos casos de mujeres de clase baja enviadas a prisión (…) por expresar el natural deseo que la guerra concluyera. Luego de la evacuación -de Asunción- supe de centenares de viudas presas (…) y engrilladas por haber dado libre cauce a expresiones de compasión”.

En archivos judiciales de la época, la historiadora B. Poothast encontró que
“el número de mujeres triplicaba el de los hombres en el total de personas acusadas de crímenes políticos. (…) ellas difundían noticias derrotistas sobre las malas condiciones de vida en los campamentos, el abuso del alcohol para mantener el espíritu bélico de los soldados (…). Otras (…) decían que preferirían tener a su hombre en la casa, incluso herido o inválido, antes que verlo muerto por la patria”.
Por su parte, las mujeres de clases altas se resistieron a la campaña de donación de joyas, que veían como innecesaria -el país estaba ya bloqueado al comercio- e injusta expropiación de sus bienes. El depósito de joyas en consulados, la venta clandestina o el entierro de la joyería valiosa se repitieron en los meses de la campaña de donación.
Del mismo modo que las paraguayas ofrendaron -de manera excepcional- su trabajo, su vida y sus bienes en la trágica contienda, la única resistencia interna a la conducción de la guerra, tuvo en Paraguay indudable carácter femenino.